# Пам'ятки археології Томашпільського району
У Томашпільському районі Вінницької області під обліком перебуває 9 пам'яток археології.
| №  | Охоронний № | Найменування пам'ятки            | Пам'яток у комплексі | Адреса        | Дата (епоха)              | Дата відкриття або виявлення | Автори (дослід.)        | Рішення про взяття під охорону |
| -- | ----------- | -------------------------------- | -------------------- | ------------- | ------------------------- | ---------------------------- | ----------------------- | ------------------------------ |
| 1. | 466         | Поселення черняхівської культури |                      | смт Вапнярка  | II-IV ст. ст. н.е.        | 1957 р.                      | к. і. н. П. І. Хавлюк   | №9617.02.1983 р.               |
| 2. | 902         | Поселення трипільської культури  |                      | с. Гнатків    | IV-III тис. до н.е.       | 1910 р.                      | археолог Гасиченко С.С. | №31310.06.1971 р.              |
| 3. | 464         | Поселення трипільської культури  |                      | с. Кислицьке  | IV-III тис. до н.е.       | 1960 р.                      | Макаревич М.Л.          | №9617.02.1983 р.               |
| 4. |             | Поселення черняхівської культури |                      | с.Комаргород  | ІІІ-IV ст. н. е.          | 2005 р.                      | Потупчик М.В.           | щойно виявлена                 |
| 5. | 465         | Поселення зарубинецької культури |                      | с. Комаргород | І ст. до н.е., І ст. н.е. | 1959 р.                      | к. і. н.П. І. Хавлюк    | №9617.02.1983 р.               |
| 6. | 175         | Поселення трипільської культури  |                      | с. Комаргород | IV-III тис. до н.е.       | 1958 р.                      | к. і. н.П. І. Хавлюк    | №7520.02.1985 р.               |
| 7. | 463         | Поселення трипільської культури  |                      | с. Липівка    | IV-III тис. до н.е.       | 1964 р.                      | к. і. н.П. І. Хавлюк    | №9617.02.1983 р.               |
| 8. | 903         | Поселення трипільської культури  |                      | с. Марківка   | IV-III тис. до н.е.       | 1909-1913 р. р.              | археолог Гамченко С.    | №31310.06.1971 р.              |
| 9. | 904         | Поселення трипільської культури  |                      | с. Яланець    | IV-III тис. до н.е.       | 1909-1913 р. р.              | Гамченко С.             | №31310.06.1971 р.              |

## Джерело
- Пам'ятки Вінницької області